# Mauro Maureira
Mauro Jesús Maureira Maureira (Mendoza, Argentina, 1 de junio de 2001) es un futbolista profesional argentino nacionalizado chileno, se desempeña como volante y juega en Provincial Osorno de la Segunda División de Chile.

## Estadísticas
| Club                        | Div.       | Temporada  | Liga  | Liga  | Copas nacionales | Copas nacionales | Torneos internacionales | Torneos internacionales | Total | Total |
| Club                        | Div.       | Temporada  | Part. | Goles | Part.            | Goles            | Part.                   | Goles                   | Part. | Goles |
| --------------------------- | ---------- | ---------- | ----- | ----- | ---------------- | ---------------- | ----------------------- | ----------------------- | ----- | ----- |
| Unión Española · Chile      | 1.ª        | 2019       | 3     | 0     | 1                | 0                | —                       | —                       | 4     | 0     |
| Unión Española · Chile      | 1.ª        | 2020       | 2     | 0     | —                | —                | —                       | —                       | 2     | 0     |
| Unión Española · Chile      | 1.ª        | 2021       | 2     | 0     | 1                | 0                | —                       | —                       | 3     | 0     |
| Unión Española · Chile      | Total club | Total club | 7     | 0     | 2                | 0                | 0                       | 0                       | 9     | 0     |
| Deportes Santa Cruz · Chile | 2.ª        | 2022       | 12    | 1     | 1                | 0                | —                       | —                       | 13    | 1     |
| Deportes Santa Cruz · Chile | Total club | Total club | 12    | 1     | 1                | 0                | 0                       | 0                       | 13    | 1     |
| Total club                  | Total club | Total club | 19    | 1     | 3                | 0                | 0                       | 0                       | 22    | 1     |
| 1. 2.                       |            |            |       |       |                  |                  |                         |                         |       |       |